# مقاومة إدمان الكحول

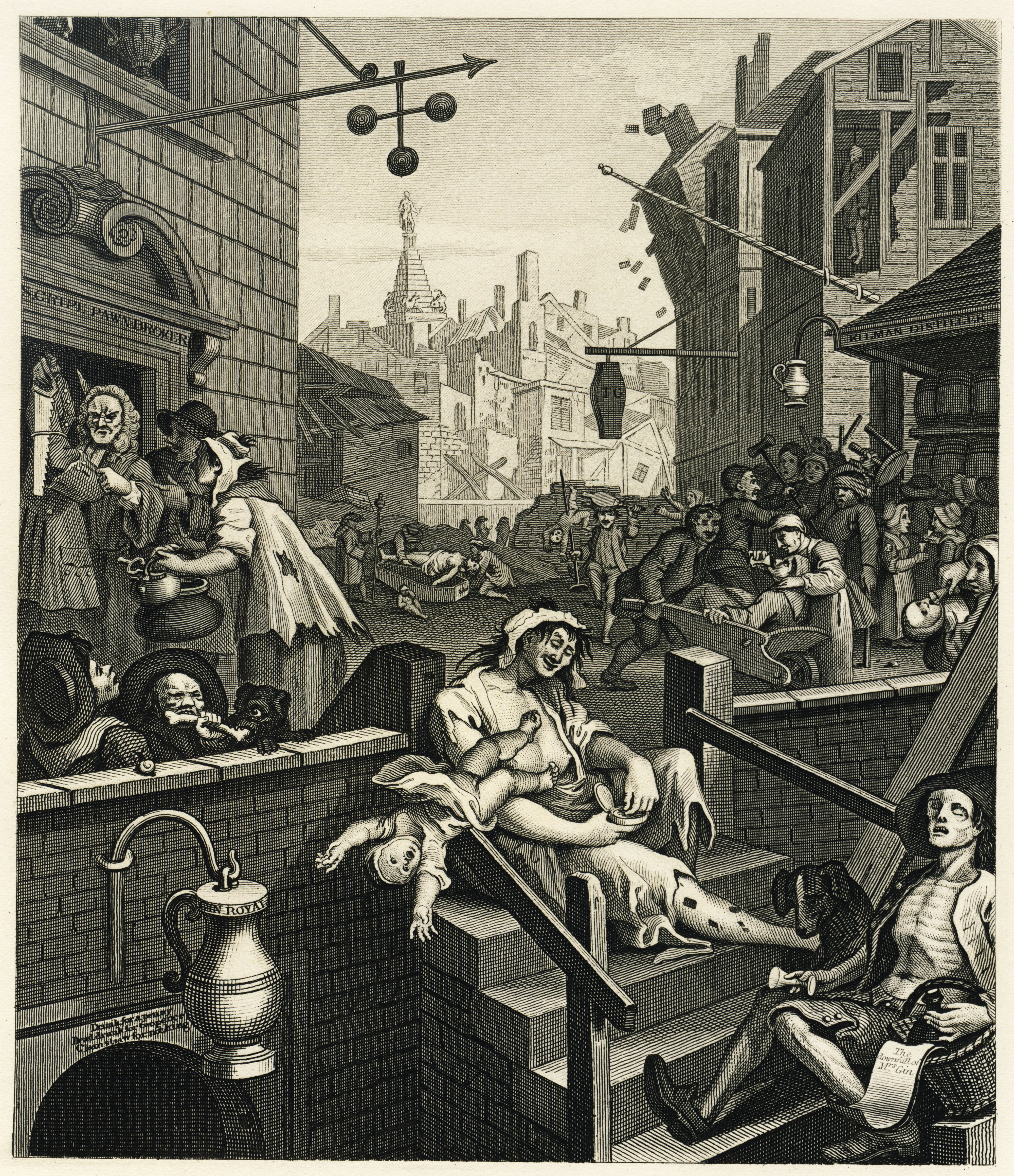
ويليام هوجارث

مقاومة إدمان الكحول تشير إلى الاستجابة الجسدية للتأثيرات الوظيفية للإيثانول في المشروبات الكحولية. وهذا يشمل التحمل والمقاومة المباشرة وسرعة الشفاء من حالة عدم الوعي واليقين ومقاومة تطور إدمان الكحول.

## المقاومة الناجمة عن الاستهلاك
تتم زيادة مقاومة الكحول عن طريق الشرب المنتظم. تتطلب هذه الحساسية المنخفضة استهلاك كميات أكبر من الكحول من أجل تحقيق نفس التأثيرات التي كان عليها قبل إثبات المقاومة. قد تؤدي مقاومة الكحول إلى (أو علامة على) الاعتماد على الكحول.
يمكن أن يؤدي استهلاك الكحول بكميات كبيرة على مدى سنوات إلى «المقاومة العكسية». يمكن أن يتلف الكبد بسبب تعاطي الكحول المزمن، مما يؤدي إلى تراكم الدهون والنسيج الندبي. إن القدرة المنخفضة لمثل هذا الكبد على استقلاب أو كسر الكحول يعني أن الكميات الصغيرة يمكن أن تؤدي إلى ارتفاع تركيز الكحول في الدم (BAC) وزيادة التسمم السريع. وتعتمد مقاومة الكحول المباشر إلى حد كبير على حجم الجسم. سيحتاج الأشخاص ذوو الأجسام الكبيرة إلى كمية أكبر من الكحول للوصول إلى النشوة أكثر من الأشخاص ذوي البنية الخفيفة. وبالتالي، فإن الرجال، كونهم أكبر من متوسط النساء، سيكون لديهم عادة مقاومة أعلى للكحول. وترتبط هذه المقاومة أيضًا بنشاط إزالة هيدرو جينات الكحول «مجموعة من الإنزيمات المسؤولة عن تحلل الكحول» في الكبد وفي مجرى الدم.

## فسيولوجيا مقاومة الكحول
يؤدي المستوى المرتفع لنشاط هيدروجينات الكحول إلى تحول سريع للإيثانول إلى أسيتا الاديهايد أكثر سمية (هو عبارة عن سائل متطاير عديم اللون ينتج عن طريق أكسدة الايثانول). هذه المستويات غير النمطية تكون أقل تكرارًا بين مدمني الكحول مقارنةً بغير المدمنين على الكحول.علاوة على ذلك، بين مدمني الكحول، يستهلك حاملو هذا الإنزيم الغير العادي جرعات إيثانول أقل، مقارنة بالأفراد الذين لا يمتلكون الاليل وهو (واحد من شكلين أو أكثر من الجينات البديلة التي تنشأ عن الطفرة وتوجد في نفس المكان على الكروموسوم). ويعاني تقريبا واحد من كل عشرين شخصًا من تفاعل الكحول. ومع ذلك فانه لا يعد مؤشرا على سكر الفرد. يحدث رد فعل خفيف عند استقلاب الجسم للكحول بسرعة أكبر في الأسيتالديهيد، وهو مستقبل سام يحدث رد فعل أكثر شدة عندما يستقبل الجسم الأسيتالديهيد ببطء أكثر، بشكل عام بسبب إنزيم ألدهيد ديهيدروجينز غير نشط (إنزيم يحفز إزالة ذرات الهيدروجين من جزيء معين، لاسيما في تفاعلات سلسلة نقل الإلكترونات في تنفس الخلية بالاشتراك مع الإنزيمات المساعدة), وفي كلتا الحالتين - تحويل أسرع للكحول إلى أسيتالديهيد وإزالة أسيتالديهيد أبطأ- تقلل من خطر الإفراط في الشرب والاعتماد على الكحول.
إنزيم ألدهيد ديهيدروجيناز: هو معدن انزيمي ثنائي الزنك يحفز الأكسدة القابلة للعكس للكحول إلى الألدهيدات (مركب عضوي يحتوي على المجموعة - CHO، يتكون من أكسدة الكحول. تشمل الألدهيدات النموذجية الميثانال (الفورمالديهايد) والإيثانال (الأسيتالديهيد).

## مقاومة الكحول في المجموعات العرقية المختلفة
يبدو أن الانخراط في استهلاك الكحول وتطوير إدمان الكحول أمر شائع لدى الرئيسيات (المقصود بها البشر وغير البشر كالحيوانات الثدية)، وليس ظاهرة بشرية محددة. يحصل البشر على الكحول بكمية أكبر بكثير من الرئيسيات غير البشرية، وزاد التوفر بشكل خاص مع تطور الزراعة. إن مقاومة الكحول غير موزعة بالتساوي بين سكان العالم، وتشير جينات نازعة الكحول إلى أن المقاومة نشأت بشكل مستقل في الثقافات المختلفة. ففي أمريكا الشمالية، يتمتع الأمريكيون الأصليون بأعلى احتمالية لتطوير إدمان الكحول مقارنةً بالأوروبيين والآسيويين. ويوجد أيضًا مقاومة مختلفة للكحول داخل المجموعات الآسيوية، مثل بين الصينيين والكوريين. يبدو أن الفوائد الصحية لاستهلاك متواضع للكحول سجلت لدى السكان المنحدرين من أصل وليست لدى المنحدرين من أصل أفريقي.
ان في زيادة كتل الجسم وانتشار مستويات عالية من ديهيدرو جينيز الكحول في الفرد يزيد من تحمل الكحول، ويختلف كل من وزن البالغين والإنزيمات باختلاف العرق. ومع ذلك، لا يمكن إرجاع جميع الاختلافات في المقاومة إلى الكيمياء الحيوية. وتتأثر الاختلافات في مستويات المقاومة أو التحمل أيضًا بالاختلاف الاجتماعي والاقتصادي والثقافي بما في ذلك النظام الغذائي ومتوسط وزن الجسم وأنماط الاستهلاك.